# Ritratto di una cameriera
Ritratto di una cameriera è un dipinto a olio su tela (100 x65 cm) realizzato nel 1916 dal pittore italiano Amedeo Modigliani.
Fa parte di una collezione privata parigina.